# Chris Yates
Chris Yates (...) è uno scrittore, fotografo, naturalista e pescatore britannico.
Noto per essere l'ex detentore del record britannico con la cattura di una carpa di oltre 23 kg nel famoso bacino del Redmine pool (UK).

## Opere
- The Secret Carp, Merlin Unwin Books 1992 (ISBN 1873674058)
- A Passion for Angling (with Rodger McPhail), BBC Books/Merlin Unwin Books 1993 (ISBN 978-0563367413)
- Casting at the Sun, Medlar Press limited edition 1986, Classics edition 2006 (ISBN 978-1899600366)
- The Deepening Pool, Unwin Hyman 1990 (ISBN 0044405774)
- Falling In Again, Merlin Unwin Books 1998 (ISBN 978-1873674338)
- Four Seasons, Medlar Press 1996, 2nd Edition 2008 (ISBN 978-1899600854)
- River Diaries, Medlar Press 1997, 2nd Edition 2010 (ISBN 978-1907110023)
- The River Prince, (Ed.) Medlar Press 1998, 2nd Edition 2009 (ISBN 978-1899600656)
- Shadows & Reflections, (Ed.) Medlar Press 1999, 2nd Edition 2010 (ISBN 978-1907110061)
- How to Fish, Hamish Hamilton 2006 (ISBN 978-0241143308)
- Out of the Blue, Hamish Hamilton 2008 (ISBN 978-0241143629)
- Night Walk, Collins 2012 (ISBN 978-0007415540)
- The Lost Diary, Unbound 2013 (ISBN 978-1783520435)